# Neominettia wiedemanni
Neominettia wiedemanni är en tvåvingeart som beskrevs av Friedrich Georg Hendel 1926. Neominettia wiedemanni ingår i släktet Neominettia och familjen lövflugor.
Artens utbredningsområde är Bolivia. Inga underarter finns listade i Catalogue of Life.